# Georges Le Rider
Georges, Charles, Le Rider (Saint-Hernin, 27 gennaio 1928 – Givors, 3 luglio 2014) è stato uno storico, numismatico, bibliotecario e amministratore francese, specializzato in numismatica greca, che è stato direttore del Cabinet des médailles e dirigente della Bibliothèque nationale.

## Biografia
Dopo l'École Normale Supérieure e l'agrégation, Georges Le Rider divenne membro dell'École française d'Athènes (1952-1955). In seguito è stato membro dell'Institut français d'archéologie di Beirut dal 1955 al 1958. Inizia la sua carriera nella Bibliothèque nationale, come conservatore e poi come direttore del département des médailles, monnaies et antiques (1958-1961-1975). Continua in questo periodo le sue ricerche e lavora direttore di studio all'École pratique des hautes études nel 1964 e poi come professore all'Université de Lille.
Nel 1975 lascia il Cabinet des médailles per diventare amministratore generale della Bibliothèque nationale. Rimane in questo posto fino al 1981, data in cui prende la direzione dell'Institut français d'études anatoliennes d'Istanbul. Riprende un posto nell'insegnamento superiore nel 1984, essendo contemporaneamente direttore d'un gruppo de ricerca al Centre national de la recherche scientifique.
Viene eletto membro dell'Académie des inscriptions et belles-lettres nel 1989 ed è stato professore di storia economica et monetaria dell'Oriente ellenistico al Collège de France dal 1993 al 1998. Con il decreto del 7 aprile 1977, Georges Le Rider è promosso al grado di Chevalier dell'Ordre national de la Légion d'Honneur. È stato poi promosso ufficiale il 30 gennaio 2008.

## Opere
- Suse sous les Séleucides et les Parthes, les trouvailles monétaires et l'histoire de la ville, 1965 (tesi)
- Monnaies crétoises du Ve au Ier siècle av. J.-C., 1966 (tesi complementare)
- Code pour l'analyse des monnaies, 1975
- Le Monnayage d'argent et d'or de Philippe II frappé en Macédoine de 359 à 294, 1977
- Catalogue de la collection Delepierre entrée au Cabinet des Médailles en 1966, 1983 (con H. Nicolet)
- Le Trésor de Meydancikkale (Cilicie-Trachée 1980), 1988 (con A. Davesne)
- Monnayages et finances de Philippe II, un état de la question, 1996
- Prix du blé et numéraire dans l'Égypte lagide de 305 à 173, 1997 (con H. Cadell)
- Séleucie du Tigre, les monnaies séleucides et parthes, 1998
- Antioche de Syrie sous les Séleucides. Corpus des monnaies d'or et d'argent. I, De Séleucos à Antiochos V, c. 300-161, 1999
- La Naissance de la monnaie. Pratiques monétaires de l'Orient ancien, Histoires, PUF, 2001
- Alexandre Le Grand. Monnaie, finances et politique, 2003
- Les Séleucides et les Ptolémées. L'héritage monétaire et financier d'Alexandre le Grand, 2006 (con François de Callataÿ).